# Annett Culp
Annett Culp (sau Annett Mohamed; n. 1 august 1978, Potsdam) este o actriță și fotomodel german. După ce a terminat dramaturgia, Annett devine cunoscută prin serialele TV "Gute Zeiten, schlechte Zeiten", "SK Kölsch", "Verbotene Liebe"  sau "Wolffs Revier". Mai jocă diferite roluri și în filme cinematografice ca "Lasko - Die Faust Gottes"

## Filmografie
- 1997 Lost in America
- 1997 Secret Graden Doldrums
- 1998 Internet Love
- 2000 Luke, chapter 12
- 2000 Outcasts
- 2004 Casting about
- 2000 SK Kölsch: Tod auf dem Rhein
- 2000 Gute Zeiten, schlechte Zeiten
- 2002 Die Wache
- 2003 Gute Zeiten, schlechte Zeiten
- 2004 Ohne Worte
- 2005 Verbotene Liebe
- 2005 Wolffs Revier: Von Liebe und Hass
- 2007 Alarm für Cobra 11 - Die Autobahnpolizei: Schuld und Sühne
- 2010 Anna und die Liebe